# تشارلز غيبونز
تشارلز غيبونز (بالإنجليزية: Charles Gibbons)‏ هو سياسي أمريكي، ولد في 21 يوليو 1901 في الولايات المتحدة، وتوفي في 3 فبراير 1968 في داماريسكوتا في الولايات المتحدة. حزبياً، نشط في الحزب الجمهوري. وقد انتخب عضو مجلس نواب ماساتشوستس.